# Crocota
|  | Per a altres significats, vegeu «Crocota (animal llegendari)». |

Crocota (en grec antic κρόκωτα) era una peça de roba groguenca, clara i vistosa que portaven les dones, sobretot les heteres o les de vida lleugera, a Grècia, segons Aristòfanes, i el seu ús per part dels homes era un signe d'efeminació, i per tant, apropiat pels festivals de Dionís. Els autors romans diuen que era un vestit sagrat que portaven es sacerdots de Cíbele, que eren eunucs. Plaute diu que les dames romanes van adoptar aquesta vestimenta, i que portava també el nom grec de crocota. Els homes efeminats també la duien a Roma
El nom derivava de κρόκος ("krokos", safrà), que tenia un color que era el favorit de les dones gregues i romanes, segons es veu encara en les estàtues trobades a Pompeia i a Herculà. Alguns autors deriven el nom de κροκὺς ("Krokys", la trama del vestit). Era una peça de roba d'una categoria entre el quitó i l'himatió. La crocota generalment no tenia mànigues i mostrava les de la túnica que es duia a sota.